# المدرسة العليا لعلوم وتقنيات الصحة بسوسة
المدرسة العليا لعلوم وتقنيات الصحة بسوسة هو إحدى المؤسسات العليا تحت الإشراف المزدوج بين وزارتي الصحة العمومية، والتعليم العالي والبحث العلمي والتكنولوجيا من خلال جامعة سوسة. 

## أرقام
طبقا لأرقام السنة الدراسية 2007-2008 يدرس بها 797 طالبا من بينهم 639 طالبة.